# Олгин
Олгин (шп. Holguín) је град на Куби и главни град покрајине Олгин. Према процени из 2011. у граду је живело 294.011 становника.

## Историја
Олгин је основан под именом Сан Исидоро де Олгин 1545- године по свом оснивачу Гарсији де Олгину, шпанском официру. До 1976. године Олгин је званично припадао покрајини Оријенте.

## Становништво
Према процени, у граду је 2011. живело 294.011 становника.
| 1991.   | 2011.   |
| ------- | ------- |
| 241.060 | 294.011 |

По процени из 2004. године, општина Олгин је имала 326.740 становника Укупне површине од 666 km², ова општина има густину насељености од 490,6 становника по квадратном километру.

## Инфраструктура
У Олгину постоји неколико малих градских паркова, од којих је Каликсто Гарсија најближи центру. У његовој близини се налазе умјетничке галерије „Центро провинцијал де арте“ и „Бајадо“, библиотека, клуб „Каза де ла Трова“, биоскоп „Марти“, позориште „Еди Суњол“, музеј покрајине „Ла Периквера“, научни музеј и историјски музеј. Са брда Лома де ла Круз, гдје се налази велика статуа Исусовог распећа и до којег се долази успињањем уз 465 степеница, може се видјети читав град. 
Олгин има стадион за бејзбол. Међународни аеродром Франк Паис повезује Олгин са Хаваном и неколико других свјетских градова. 
Општина је подијељена на насеља Агварас, Агвас Кларас, Алкала, Аројо Бланко дел Сур, Багванос, Кабезуелас, Какокун, Калдерон, Камазан, Кауто дел Кристо, Коралиљо, Круцес дел Пурнио, Дамијан, Флоро Перез, Гвабасијабо, Гвајабал, Гирабо, Хатикос дел Пуријал, Ла Агвада, Ла Куаба, Ла Палма, Ла Риоја, Лас Калабазас, Манагвако, Мелонес, Норте, Омаха, Пурнио, Сан Агустин, Сан Андрес, Сан Франциско, Сан Хуан, Сан Лоренцо, Санта Рита, Сур, Такамара, Тасахерас, Уњас, Уњитас, Веласко, Јарејал и Јајал
Главна установа за образовање другог степена је Универзитет у Олгину.

## Економија
У Олгину се налази пивница „Буканеро“, која је удружена са канадском пивницом Лабат. Производи три робне марке пива (Буканеро, Кристал и Мајабе) која се продаје за кубанске пезосе. 
У близини Олгина се налазе свјетски познати центри за одвикавање од наркотика, „Виља ел Квинкве“ и „Виља ел Кокал“, које посјећују пацијенти из цијелог свијета. Аргентински спортиста Дијего Марадона се лијечио управо овде, на позив тадашњег кубанског предсједника Фидела Кастра.

## Познате личности
- Фаустино Орамас, кубански композитор и музичар.

## Градови побратими
- Санта Фе у Сједињеним Америчким Државама